# Langeoog

Carte de la Frise orientale.

Langeoog est une île allemande d'environ 20 km2 et 1 991 habitants au 31 décembre 2004. C'est la cinquième des Îles de la Frise-Orientale (d'ouest en est), située entre Baltrum et Spiekeroog. En tant que commune, elle appartient à l'arrondissement de Wittmund du Land de Basse-Saxe.
Langegoog est une des îles frisonnes les plus stables, et a peu dérivé au fil des siècles ; sa partie orientale a même gagné de la surface. Sa face nord n'est pas protégée face au large, et le sable est régulièrement balayé par le vent. En 2013, la plage fut surélevée de deux mètres sur deux kilomètres, à l'aide d'une canalisation qui transporta 500 000 m3 de sable. Il a également été tenté d'implanter des dunes à l'est de l'île, mais l'herbe n'a pas le temps de pousser avant que le sable ne disparaisse. L'île est bordée de dunes et d'une plage longue de 14 km, très fréquentée en été.
Elle est intégrée au sein d'un parc national, et des visites guidées sont organisées pour découvrir les dunes.
L'île est protégée des inondations par deux digues, l'une au sud et l'autre à l'est du village. Il s'agit de la seule des îles frisonnes à ne pas dépendre des marées pour rejoindre le continent. Ainsi, il y a jusqu'à huit aller-retours[De quoi ?] en été.
Une statue grandeur nature en l'honneur de Lale Andersen – qui vécut quelques années sur l'île et y fut inhumée – est érigée dans la rue commerçante.
Les nazis ont agrandi Langeoog en tant que base aérienne à partir de 1940. Le 22 août 1940, 250 prisonniers de guerre français sont transférés sur l'île pour y effectuer des travaux forcés. À partir de 1941, 113 prisonniers de guerre soviétiques furent également amenés sur l’île. Ils sont morts à cause de traitements inhumains. Un mémorial au cimetière des dunes de Langeoog commémore aujourd'hui leur sort. Il y avait aussi des camps d'été pour les Jeunesses hitlériennes sur l'île dès les années 1930,. Au moment même où les nazis organisaient leurs camps de jeunesse HJ à Langeoog, la famille juive expulsée de Heer y vivait ainsi qu'un groupe d'enfants juifs de Halberstadt qui étaient cachés et secrètement soignés par les courageuses sœurs de Haus Bethanien.

## Galerie

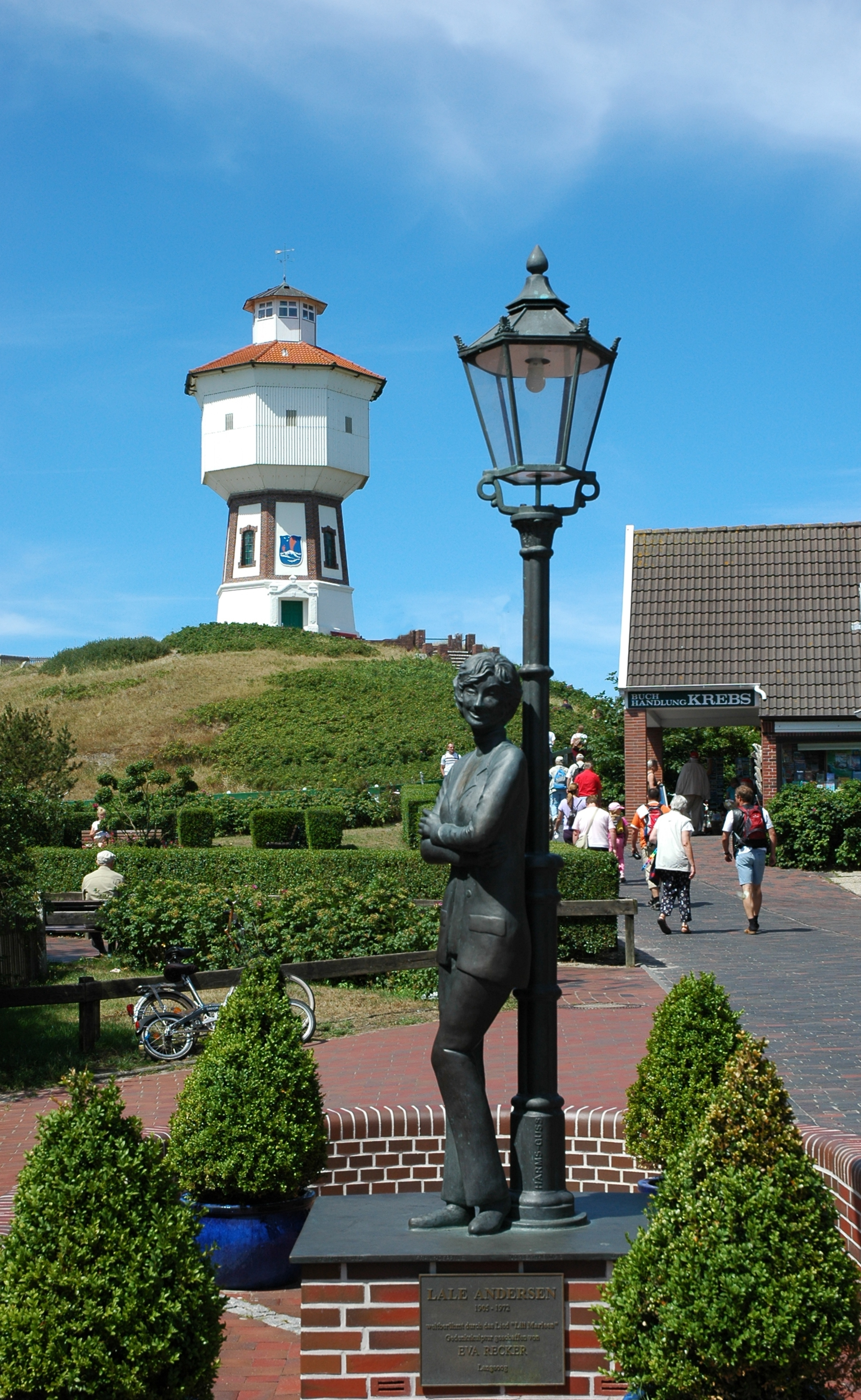
Château d'eau, et le monument de Lale Andersen au premier plan.
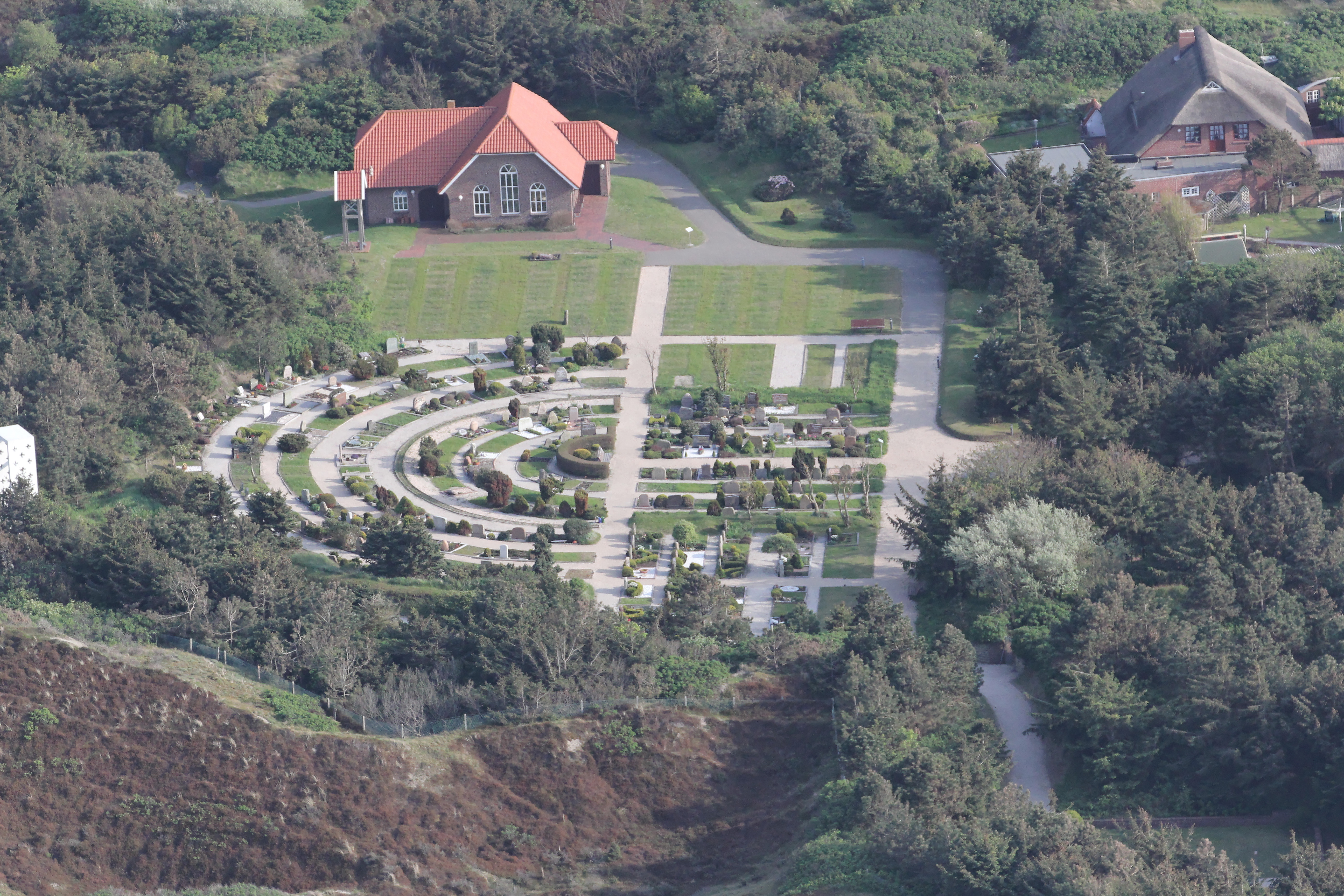
Cimetière de dunes avec mémorial pour les prisonniers de guerre russes.